# أنطونيو سانشو
أنطونيو سانشو (بالإسبانية: Antonio Sancho)‏ (14 مارس 1976 في المكسيك - ) هو لاعب كرة قدم مكسيكي في مركز الوسط. شارك مع منتخب المكسيك لكرة القدم. أما مع النوادي، فقد لعب مع تايجرز أونال ونادي أونيفرسيداد ناسيونال.

## مسيرته الكروية
لعب أنطونيو سانشو خلال مسيرته الاحترافية مع ناديين في سبعة عشر موسمًا وسجل خلالها 19 هدفًا ضمن 471 مباراة. ولم يفز بأي موسم بالكأس أو بالدوري.
خاض أنطونيو سانشو مسيرته مع نادي أونيفرسيداد ناسيونال في موسم 1994–95 في المرة الأولى ليلعب معه ستة مواسم ثم في موسم 2006–07 لمدة موسم واحد، مشاركًا طوالها في 203 مباراة سجل خلالها 13 هدفًا. ثم انتقل إلى نادي تايجرز أونال في موسم 2000–01 في المرة الأولى ليلعب معه ستة مواسم ثم في موسم 2007–08 ليلعب معه أربعة مواسم، حيث شارك طوالها في 268 مباراة سجل خلالها 6 أهداف.

## وصلات خارجية
- أنطونيو سانشو على موقع قاعدة بيانات كرة القدم.إي يو (الإنجليزية)
- أنطونيو سانشو على موقع ناشيونال فوتبول تيمز (الإنجليزية)